# Castello di Termes
Il castello di Termes è un castello del X secolo nell'omonimo comune di Termes, nel dipartimento dell'Aude.

## Storia
Dall'XI secolo fu sede dei signori di Termes, una famiglia aristocratica spesso in conflitto con la vicina abbazia di Lagrasse e che aderì all'eresia catara. Raymond de Termes fu accusato di eresia e Benoît de Termes, forse suo fratello, fu vescovo cataro di Razès.
Nel 1210, durante il primo periodo della crociata albigese, subì l'assedio di Simon de Montfort e cadde per mancanza di acqua potabile; dopo essere stato ripreso brevemente dai proprietari originari, fu ceduto al re di Francia nel 1228. Nella seconda metà del XIII secolo fu rinforzato e dotato di un doppio recinto per diventare una delle roccaforti più importanti della linea di difesa del re di Francia contro il regno di Aragona. Dopo quattro secoli, nel 1653, il re Luigi XIV lo fece demolire completamente quando venne meno la sua funzione difensiva quando il confine del regno di Francia fu spostato più a ovest e anche per evitare che fosse preso dai ribelli della fronda.

## Descrizione
Situato nel dipartimento dell'Aude, a una quarantina di chilometri dalla città fortificata di Carcassonne, sorge su un'altura a circa 460 metri slm; rimangono solo delle rovine visitabili. Le rovine risalgono alla ricostruzione del XIII secolo, dopo la fine della crociata.